# متنزه غابة جمبا ياكا
حديقة غابة جومبا ياكا هي حديقة غابات تقع في قسم النهر المركزي في غامبيا . تأسست في الأول من يناير عام 1954 وتبلغ مساحتها 405 هكتارًا.
يقدر ارتفاع التضاريس فوق مستوى سطح البحر بـ 47 مترًا.